# Liste des directeurs généraux et présidents de l'École polytechnique
Pour un article plus général, voir École polytechnique (France).
L'École polytechnique est dirigée par un directeur général ou une directrice générale. La gouvernance de l'École polytechnique a été modifiée en mars 2012. L'administration de l'École est désormais assurée par le conseil d'administration et son président et non plus le conseil d'administration et l'officier général. Ce dernier reste directeur général mais n'assure plus que le commandement militaire de l'École. 
L'École est dirigée depuis sa militarisation en 1804 par un général, à l'exception du court intérim de François Arago en 1830 et de la gouvernance de René Claudon, ingénieur au corps des Ponts et Chaussées, de février 1943 à septembre 1944. Auparavant, il n'y eut que quatre directeurs généraux civils : Lamblardie, Carnot, Monge et Morveau. Henri-Alexis de Tholosé (X 1797) fut le premier polytechnicien à diriger l'École, de 1831 à 1839. Depuis, l'École fut toujours dirigée par un ancien élève, à de rares exceptions près. 
La direction de l'École a toujours été assurée par des hommes jusqu'au 5 octobre 2022, date de la nomination de Laura Chaubard à la direction générale. Auparavant, seule la présidence du conseil d'administration avait été occupée une fois par une femme, Marion Guillou (X1973, seconde promotion à admettre des femmes), de 2008 à 2013. Titulaire d'un doctorat en mathématiques, Laura Chaubard est la troisième personne à la direction générale non issue des forces armées françaises depuis 1830, après ses prédécesseurs, l'ingénieur général hors classe de l'armement François Bouchet et l'ingénieur général hors classe de l'armement Yves Demay.  
Selon les époques l'officier qui commande l'École est appelé directeur, gouverneur ou général commandant et il est appelé directeur général depuis 1970,.

## Liste

### Directeurs (1794-1804)
| N° d'ordre | Nom | Nom                          | Début         | Fin          | Formation                    | Faits notables         | Références |
| ---------- | --- | ---------------------------- | ------------- | ------------ | ---------------------------- | ---------------------- | ---------- |
| 1          |     | Jacques-Élie Lamblardie      | décembre 1794 | octobre 1795 | École des ponts et chaussées | Cofondateur de l'École | [ 6 ]      |
| 2          |     | Lazare Carnot                | octobre 1795  | mars 1796    |                              | Cofondateur de l'École |            |
| 3          |     | Michel Vandebergue           | mars 1796     | octobre 1797 | Mézières                     | Général de brigade     | [ 6 ]      |
| 4          |     | Gaspard Monge                | octobre 1797  | 1798         |                              | Cofondateur de l'École | [ 6 ]      |
| 5          |     | Louis-Bernard Guyton-Morveau | 1798          | 1798         |                              |                        | [ 6 ]      |
| 4          |     | Gaspard Monge                | 1798          | janvier 1800 |                              | Cofondateur de l'École | [ 6 ]      |
| 5          |     | Louis-Bernard Guyton-Morveau | janvier 1800  | janvier 1804 |                              |                        | [ 6 ]      |

### Gouverneurs (1804-1830)
| N° d'ordre | Nom | Nom                                        | Début         | Fin              | Formation     | Faits notables | Références |
| ---------- | --- | ------------------------------------------ | ------------- | ---------------- | ------------- | --- | ---------- |
| 6          |     | Jean-Girard Lacuée                         | 1804          | 1814             |               | Général, comte de Cessac. | ,          |
|            |     | Jean-François-Aimé Dejean                  | 1814          | 1816             | Mézières 1769 | Intérim, comte. | ,          |
| 7          |     | François Louis Bouchu                      | 1816          | 1822             |               | Général baron. | ,          |
| 8          |     | Étienne Tardif de Pommeroux de Bordesoulle | 1822          | 13 novembre 1830 |               | Général comte. | ,          |
|            |     | François Arago                             | novembre 1830 | décembre 1830    | X 1803        | Par intérim, premier polytechnicien à avoir le commandement de l'École, premier gouverneur civil depuis la militarisation de l'École. | ,          |

### Commandants (1830-1940)
| N° d'ordre | Nom | Nom                                     | Début             | Fin          | Formation             | Faits notables | Références |
| ---------- | --- | --------------------------------------- | ----------------- | ------------ | --------------------- | --- | ---------- |
| 9          |     | Henri-Gatien Bertrand                   | 1er décembre 1830 | 1831         | Mézières              | Général comte. | ,          |
| 10         |     | Henri-Alexis de Tholosé                 | 1831              | 1839         | X 1794                | Général de brigade puis général de division, premier polytechnicien à avoir le commandement effectif de l'École. | ,          |
| 11         |     | Louis Doguereau                         | 1839              | 1839         | École de l'artillerie | Général de division | [ 5 ]      |
| 11         |     | Jean-Baptiste Philibert Vaillant        | 1839              | 1840         | X 1807                | Général de brigade du Génie. | ,          |
| 12         |     | Jean-Baptiste-Charles Gauldrée-Boilleau | 1840              | 1845         | X 1802                | Général de brigade puis général de division d'artillerie. | ,          |
| 12         |     | Louis de Rostolan                       | 1845              | 1847         | St-Cyr 1810           | Général de division. | ,          |
| 13         |     | Jacques Aupick                          | 1847              | 1848         | St-Cyr 1808           | | ,          |
| 14         |     | Jean-Victor Poncelet                    | 1848              | 1850         | X 1807                | Colonel du génie puis général de brigade. | ,          |
| 14         |     | Frédéric Bonet                          | 1850              | 1852         |                       | | ,          |
| 15         |     | Michel Bizot                            | 1852              | 1854         | X 1811                | Général de brigade du génie. | ,          |
| 16         |     | Paul Boutault                           | 1854              | 1854         | X 1811                | Général de brigade du génie. | ,          |
| 17         |     | Charles Eblé                            | 1854              | 1860         | X 1818                | Général de brigade d'artillerie. | ,          |
| 18         |     | Grégoire Coffinières de Nordeck         | 1860              | 1865         | X 1829                | | ,          |
| 19         |     | Idelphonse Favé                         | 1865              | 1870         | X 1830                | | ,          |
| 20         |     | Juste-Frédéric Riffault                 | 1870              | 1873         | X 1832                | Pendant son commandement il y eut deux intérims assurés, en 1870 par Joseph-Alfred Serret (membre de l'Institut), et en 1871 par le lieutenant-colonel Cournier[Qui ?] (provisoirement chargé du commandement de l'École polytechnique à Bordeaux). | ,          |
| 21         |     | Jean Durand de Villers                  | 1873              | 1876         | X 1833                | Général de division. | ,          |
| 22         |     | Adrien Charles Salanson                 | 1876              | 1878         | X 1843                | Général de division. | ,          |
| 23         |     | Alfred Pourrat                          | 1878              | 1880         | X 1843                | Général de brigade. | ,          |
| 24         |     | Jacques Léon Gallimard                  | 1880              | 1883         | X 1845                | Général de division. | ,          |
| 25         |     | Gustave Coste                           | 1883              | 1884         | X 1848                | | ,          |
| 26         |     | Charles Henri Joseph Pellé              | 1884              | 1886         | X 1845                | | ,          |
| 27         |     | Paul Laurent Albert Barbe               | 1886              | 1888         | X 1851                | | ,          |
| 28         |     | Pierre Charles Henry                    | 1888              | 1889         | X 1847                | | ,          |
| 29         |     | Léon Charles Borius                     | 1889              | 1892         | X 1854                | | ,          |
| 30         |     | Paul Gebhart                            | 1892              | 1894         | X 1852                | | ,          |
| 31         |     | Louis André                             | 1894              | 1896         | X 1857                | | ,          |
| 32         |     | François Victor Gaston Toulza           | 1896              | 1900         | X 1857                | | [ 6 ]      |
| 33         |     | Jean Debatisse                          | 1900              | 1902         | X 1864                | | [ 6 ]      |
| 34         |     | Louis François Villien                  | 1902              | 1904         | X 1863                | | [ 6 ]      |
| 35         |     | Jules Albert Corbin                     | 1904              | 1905         | X 1864                | Général de division. | ,          |
| 36         |     | Louis Félix Lhéritier                   | 1905              | 1908         | X 1864                | | [ 6 ]      |
| 37         |     | Louis Kreitmann                         | 13 février 1908   | 11 août 1911 | X 1870                | | [ 6 ]      |
| 38         |     | Alfred Cornille                         | 1911              | 1914         | X 1874                | | [ 6 ]      |
| 39         |     | Jean Antoine Henri Bourgoignon          | 1914              | 1916         | X 1880                | | [ 6 ]      |
| 40         |     | Fernand-Alexandre Curmer                | 1916              | 1919         | X 1874                | | [ 6 ]      |
| 41         |     | Étienne Fillonneau                      | 1919              | 1921         | X 1885                | | [ 6 ]      |
| 42         |     | Georges Bunoust                         | 1921              | 1924         | X 1886                | | [ 6 ]      |
| 43         |     | François Thomas                         | 1924              | 1927         | X 1887                | | [ 6 ]      |
| 43         |     | Pierre Alvin                            | 1927              | 1931         | X 1891                | | [ 6 ]      |
| 43         |     | François Royer                          | 1931              | 1934         | X 1895                | | [ 6 ]      |
| 44         |     | Louis Léon Hachette                     | 1934              | 1937         | X 1897                | | [ 6 ]      |
| 45         |     | Maurice Dumontier                       | 1937              | 1939         | X 1902                | | [ 6 ]      |
| 46         |     | Mathieu Fontana                         | 1939              | 1940         | X 1898                | Colonel | ,          |

### Gouverneurs (1940-1944)
| N° d'ordre | Nom | Nom                   | Début        | Fin            | Formation | Faits notables | Références |
| ---------- | --- | --------------------- | ------------ | -------------- | --------- | --- | ---------- |
| 47         |     | Henry Calvel          | 1940         | 1941           | X 1902    | Général | ,          |
| 48         |     | Pierre-Servais Durand | 1941         | 1943           | X 1904    | Général | ,          |
| 49         |     | René Claudon          | février 1943 | septembre 1944 | X 1911    | Ingénieur des Ponts et chaussées ; deuxième fois depuis la militarisation de l'École que le directeur est un civil. | [ 2 ]      |

### Commandants (1944-1971)
| N° d'ordre | Nom | Nom                  | Début | Fin  | Formation | Faits notables      | Références |
| ---------- | --- | -------------------- | ----- | ---- | --------- | ------------------- | ---------- |
| 50         |     | Louis Decharme       | 1944  | 1945 | X 1900    |                     | [ 6 ]      |
| 51         |     | Pierre Brisac        | 1945  | 1950 | X 1919SP  |                     | ,          |
| 52         |     | Marcel Jouvet        | 1950  | 1953 | X 1919 SP |                     | ,          |
| 53         |     | Gustave Leroy        | 1953  | 1957 | X 1925    |                     | ,          |
| 54         |     | Jacques de Guillebon | 1957  | 1959 | X 1930    |                     | ,          |
| 55         |     | Raymond Tissier      | 1959  | 1962 | X 1927    |                     | ,          |
| 56         |     | Bernard Cazelles     | 1962  | 1965 | X 1931    |                     | ,          |
| 57         |     | Ernest Mahieux       | 1965  | 1968 | X 1930    | Général de brigade. | ,          |
| 58         |     | François Buttner     | 1969  | 1971 | X 1937    | Général.            | [ 14 ]     |

### Directeurs généraux (depuis 1971)
| N° d'ordre | Nom | Nom                | Début            | Fin              | Formation           | Faits notables | Références |
| ---------- | --- | ------------------ | ---------------- | ---------------- | ------------------- | --- | ---------- |
| 58         |     | François Buttner   | 1971             | 1972             | X 1937              | Général, précédemment commandant. | [ 14 ]     |
| 59         |     | Pierre Briquet     | 1972             | 1975             | X 1938              | Général. | ,          |
| 60         |     | Jean-Noël Augier   | 1975             | 1978             | X 1942              | Général. | ,          |
| 61         |     | Jacques Saunier    | 1978             | 1982             | St-Cyr              | Général. | ,          |
| 62         |     | Daniel Guillon     | 1982             | 1985             | X 1951              | Général. | ,          |
| 63         |     | Dominique Chavanat | 1985             | 1988             | St-Cyr 1951-1953    | Général | ,          |
| 64         |     | Paul Parraud       | 1988             | 31 juillet 1993  | X 1958              | Général de corps d'armée | [ 14 ]     |
| 65         |     | Henri Marescaux    | 1er août 1993    | 31 janvier 1997  | X 1963              | Général de division | [ 14 ]     |
| 66         |     | Jean Novacq        | 1er février 1997 | 31 juillet 2000  | X 1967              | Général de brigade | [ 14 ]     |
| 67         |     | Gabriel de Nomazy  | 1er août 2000    | 31 juillet 2005  | École de l'air 1968 | Général de corps aérien | ,          |
| 68         |     | Xavier Michel      | 1er août 2005    | 1er août 2012    | X 1972              | Général de corps d'armée | [ 14 ]     |
| 69         |     | Yves Demay         | 1er août 2012    | 1er janvier 2017 | X 1977              | Ingénieur général hors classe de l'armement ; troisième fois depuis 1804 que le directeur n'est pas un général des forces armées françaises mais un ingénieur de l'armement | ,          |
| 70         |     | François Bouchet   | 1er janvier 2017 | 5 octobre 2022   | X 1986              | Ingénieur général hors classe de l'armement | ,          |
| 71         |     | Laura Chaubard     | 5 octobre 2022   | en fonction      | X 1999              | Ingénieure générale de deuxième classe de l'armement | [ 18 ]     |

## Présidents

### Présidents du conseil de perfectionnement
- Pierre Guillaumat (1971-1974)

### Présidents du conseil d'administration (jusqu'en 2013)
- André Giraud (1974-1978)
- Alexis Dejou (1978-1984)
- Bernard Ésambert (1985-1993)
- Pierre Faurre (1993-2001)
- Yannick d'Escatha (2001-2008)
- Marion Guillou[a] (2008-2013)

### Présidents (depuis 2013)
- Jacques Biot (2013-2018)
- Éric Labaye (2018-2023)
- Laura Chaubard (intérim depuis 2023)